# روجر بيرفورد
روجر بيرفورد (بالإنجليزية: Roger Burford)‏ (31 يناير 1904 في المملكة المتحدة - 1981، هامبشير في المملكة المتحدة)؛ كاتب سيناريو وروائي بريطاني.

## روابط خارجية
- روجر بيرفورد على موقع IMDb (الإنجليزية)
- روجر بيرفورد على موقع أول موفي (الإنجليزية)
- روجر بيرفورد على موقع قاعدة بيانات الأفلام السويدية (السويدية)
- روجر بيرفورد على موقع قاعدة بيانات الفيلم (الإنجليزية)
- روجر بيرفورد على موقع كينوبويسك (الروسية)